# Mangos mit Chili
Mangos mit Chili ist ein Lied der deutschen Popsängerin Nina Chuba aus dem Jahr 2023.

## Entstehung und Veröffentlichung
Geschrieben wurde das Lied von der Interpretin Nina Kaiser (Nina Chuba) selbst, in Zusammenarbeit mit den Co-Autoren Wanja Bierbaum, Michael Burek, Justin Fröhlich, Yannick Johannknecht (Aside) und Dogukan Yoltay (Dokii). Michael Burek und Dokii zeichneten zudem auch für die Produktion verantwortlich.
Die Erstveröffentlichung von Mangos mit Chili erfolgte am 3. Februar 2023 als Single bei Jive Records (Katalognummer: 19658968130). Diese erschien als digitaler Einzeltrack zum Download und Streaming. Drei Wochen später erschien das Lied als Teil von Nina Chubas ersten Studioalbum Glas (Katalognummer: 19658773182), dessen achte Singleauskopplung es ist.

## Kommerzieller Erfolg
Das Lied zählt bis August 2025 über 117 Millionen Streams auf Spotify. Das Musikvideo wiederum zählte bis zu diesem Zeitpunkt über 7,2 Millionen Aufrufe auf der Videoplattform YouTube.

### Chartplatzierungen
Mangos mit Chili stieg am 10. Februar 2023 auf Rang vier der deutschen Singlecharts ein, was zugleich die beste Platzierung darstellte. Die Single platzierte sich acht Wochen am Stück in den Top 10 sowie mit Unterbrechungen 70 Wochen in den Top 100, womit es zu den erfolgreichsten Dauerbrennern zählt.
Darüber hinaus avancierte das Lied zum Charthit in Österreich (Rang 13) und der Schweiz (Rang 56).
| ChartsChartplatzierungen | Höchstplatzierung | Wochen |
| ------------------------ | ----------------- | ------ |
| Deutschland (GfK)        | 4 (70 Wo.)        | 70     |
| Österreich (Ö3)          | 13 (29 Wo.)       | 29     |
| Schweiz (IFPI)           | 56 (9 Wo.)        | 9      |

| ChartsJahrescharts (2023) | Platzierung |
| ------------------------- | ----------- |
| Deutschland (GfK)         | 15          |
| Österreich (Ö3)           | 52          |

### Auszeichnungen für Musikverkäufe
| Land/Region        | Auszeichnungen für Musikverkäufe (Land/Region, Auszeichnung, Verkäufe) | Verkäufe |
| ------------------ | ---------------------------------------------------------------------- | -------- |
| Deutschland (BVMI) | Platin                                                                 | 600.000  |
| Österreich (IFPI)  | Platin                                                                 | 30.000   |
| Schweiz (IFPI)     | Gold                                                                   | 10.000   |
| Insgesamt          | 1× Gold · 2× Platin ·                                                  | 640.000  |